# Râul Valea Lungă, Valea Neagră
Râul Valea Lungă este un curs de apă, afluent al râului Valea Neagră.

## Hărți
- Harta Munții Bihor
- Harta munții Apuseni